# James Rainwater
Leo James Rainwater (n. 9 decembrie 1917, Council⁠(d), Idaho, SUA – d. 31 mai 1986, New York City, New York, SUA) a fost un fizician american, unul din oamenii importanți ai Proiectului Manhattan și laureat al Premiului Nobel pentru Fizică în 1975, împreună cu Aage Bohr și Ben Roy Mottelson, pentru rolul său în determinarea formelor asimetrice ale unor nuclee atomice.